# Tmarus rubromaculatus
Tmarus rubromaculatus là một loài nhện trong họ Thomisidae.
Loài này thuộc chi Tmarus. Tmarus rubromaculatus được Eugen von Keyserling miêu tả năm 1880.